# Bhitarwār
Bhitarwār är en ort i Indien.   Den ligger i distriktet Gwalior och delstaten Madhya Pradesh, i den centrala delen av landet, 300 km söder om huvudstaden New Delhi. Bhitarwār ligger 238 meter över havet och antalet invånare är 17 679.
Terrängen runt Bhitarwār är mycket platt. Runt Bhitarwār är det ganska tätbefolkat, med 192 invånare per kvadratkilometer. Det finns inga andra samhällen i närheten. Trakten runt Bhitarwār består till största delen av jordbruksmark.